# Stagmomantis pagana
Stagmomantis pagana är en bönsyrseart som beskrevs av Henri Saussure 1870. Stagmomantis pagana ingår i släktet Stagmomantis och familjen Mantidae. Inga underarter finns listade i Catalogue of Life.